# 水内村 (岡山県)
水内村（みのちむら）は、岡山県吉備郡にあった村。現在の総社市の一部にあたる。

## 地理
高梁川中流右岸と、同支流・影谷川流域に位置していた。

## 歴史
- 1889年（明治22年）6月1日、町村制の施行により、下道郡影村、中尾村、原村が合併して村制施行し、水内村が発足[1][2]。旧村名を継承した影、中尾、原の3大字を編成[2]。
- 1893年（明治26年）洪水により大きな被害を受けた[2]。
- 1900年（明治33年）4月1日、郡の統合により吉備郡に所属[1][2]。
- 1952年（昭和27年）4月1日、吉備郡日美村、富山村、下倉村と合併し、町制施行し昭和町を新設して廃止された[1][2]。合併後、昭和町大字影・中尾・原となる[2]。

### 地名の由来
『日本書紀』記載の仁徳天皇時代の虬（みずち）退治の伝承による。

## 産業
- 農業[2]
- 産物：米、麦、竹材、マツタケ[2]

## 交通

### 橋梁
- 1930年（昭和5年）水内橋が完成し総社からバスが1日2往復すると渡し船は廃止された[2]。1934年（昭和9年）室戸台風により水内橋は流出し、1938年（昭和13年）に復旧した[2]。

## 教育
- 1912年（明治45年）尋常維新小学校に高等科を併置し、1947年（昭和22年）維新小学校となる[2]。